# 보잉 F-15SE 사일런트 이글
보잉 F-15SE 사일런트 이글(Boeing F-15SE Silent Eagle)은 보잉이 F-15E에 스텔스 기술을 적용시켜 4.5세대 전투기로 개량할 예정이었으나 최종적으로 계획이 전면 취소되었다.

## 개발 과정
보잉은 2009년 3월 17일 F-15SE 시범기를 전시하였다. F-15SE는 레이다 반사 면적(RCS: radar cross-section)를 감소시킨 5세대 전투기 기술을 사용하였다. F-15SE의 특징은 내부에 무장을 적재할 수 있는 컨포멀 연료 탱크(CFT) 도입과 수직 꼬리 날개를 15도 외각으로 기울여 레이다 반사 면적을 줄였다는 점이다. 무장 적재는 연료 탱크 기능을 겸하는 컨포멀 탱크의 옆면과 아랫면에 하게 된다. 또한 레이다 흡수 재질을 사용해 스텔스 성능을 향상시켰다. 사일런트 이글은 한국, 일본, 이스라엘, 사우디 아라비아 같이 F-15를 운영하고 있는 국가에게 판매를 목적으로 하고 있다.
F-15SE는 미국 정부가 수출을 허가할 정도의 스텔스 성능을 갖추고 있다. 보잉은 정면에서의 스텔스 성능은 F-35 라이트닝 II 같은 5세대 전투기와 동등하다고 밝혔다. F-15SE는 레이시온 AESA 레이다와 BAE 시스템즈의 신형 전자전 시스템을 채용하였다. 사우디 아라비아에 F-15SA를 판매하면서 DEWS나 신형 AESA레이다, 플라이 바이 와이어 시스템들은 이미 개발된 상태로 내부무장창 등 몇몇 기술이 추가될 예정이다.
스텔스는 공대공 임무에 최적화되었으며 지상의 레이다에 대해서는 효과가 미미하다.
2009년 3월 보잉은 F-15 사일런트 이글을 발표하고 국제적으로 판매에 나섰다. F-15SE는 기존 F-15의 컨포멀 연료 탱크로 교체가 가능하며 날개 밑 하드포인트에 외부 무장을 장착할 수도 있다. 5세대 전투기에 비해 낮은 가격도 F-15SE 판매에 도움이 될 것이다. F-15SE는 F-35와 비슷한 수준의 수출 라이선스가 필요할 것이다.
보잉은 F-15SE의 도입 비용이 예비 부품과 기타 지원을 포함해 유닛 당 1억 달러정도가 될 것이라고 예측하고 있다. 보잉은 개발 비용을 줄이기 위해 리스크를 공유하는 파트너가 되어줄 회사를 찾고 있다. RCS를 줄이기 위한 또 다른 방법에 대한 연구도 진행 중에 있다. 2009년 6월 보잉은 2010년 3/4분기안에 사일런트 이글의 시범 비행을 실행한다는 계획을 세웠다.
2009년 8월~9월 동안 보잉은 F-15E에 다양한 레이다 흡수 물질(RAM)을 적용해 RCS 테스트를 시행했다. 2009년 9월 사우디 아라비아가 F-15 72대를 구입할 것이라고 보도되었으며 사일런트 이글에 대한 관심도 높아질 것이다.
2013년 11월 22일 한국 방위사업청은 F-35를 차기 전투기로 확정하였으며, 이에 F-15SE는 제안단계에서 머물러 실기체 제작은 이루어지지 않은 상태이다. 그러나 F-15SE에서 제안된 기술들은 미공군 및 일본공군의 F-15C 개량계획 (F-15 2040C)에 반영되고 있으며 이스라엘을 비롯한 일부 국가는 구매에 관심을 보이고 있다.

## 스텔스 성능
F-15SE는 레이다 피탐면적 (RCS) 감소를 위해 여러 가지 시도를 하고 있다. 일단 표면에 레이다 흡수 물질을 도포하여 레이다파를 흡수한다.
U-2 정찰기, SR-71 정찰기, F-117 폭격기, F-22 전투기에 칠한 레이다 흡수 물질(RAM)을 "아이언볼"이라고 부른다. 미국 공군은 F-22 전투기의 스텔스 성능을 대리석(marble) 수준의 RCS라고 발표했는데, 보통의 대리석은 15 mm 두께이며, 이 경우의 RCS는 대략 -37.45 dBsm (= 0.00018 m2) 수준이다.
F-35에 칠하는 램 페인트를 "파이버맷"이라고 부른다. 미국 공군은 F-35의 스텔스 성능을 "골프공 수준의 RCS"라고 발표했는데, 골프공은 대략 -28.45 dBms (= 0.00143 m2) 정도이다. 보통 수출형 F-35는 성능을 저하시켜서 RCS가 -8 dBms (= 0.15 m2)라는 정보가 많이 돌아다니는데, 이에 대해 록히드 마틴은 수출형과 내수형에 성능차이가 있다는 것을 부인했다.
보잉사는 F-15SE의 RCS 수치를 구체적으로나 또는 특정한 비유로 발표하지 않고 있어서, 한국 국민들이나 국방부에 스텔스 성능이 매우 나쁘다는 소문이 돌고 있다.
한편, 수입과는 별도사업으로, 한국 정부는 2010년대 중반까지 독자적인 스텔스 기술을 확보하는 계획을 가지고 있다. 한국 국방과학연구소는 나노 기술을 사용하여 실험실 수준에서 -32 dBsm (=0.00065 m2) RCS의 스텔스 성능을 나타내는 램 페인트를 개발하는데 성공했다. 레이다 흡수 물질(RAM) 참조.
레이다를 전자주사방식(AESA)로 교체한 것도 스텔스성을 향상시키는데 도움을 준다. F-15SE에서 제안된 APG-82 레이다는 전자전까지 가능한 현존 최고 성능의 레이다이다.
컨포멀 웨폰 베이(CWB)를 통해 기체 형상을 변경하지 않고도 무장을 내부에 장착할 수 있다. F-15SE의 내무무장은 4개의 구획으로 나뉘며 각각 공대공 미사일 AMRAAM 1발씩 총 4발이 탑재된다. 지상공격을 위해서는 JDAM 4발 또는 SDB 8발 장착이 가능하다.
암람의 발사 방식은 F-35와 달리 무장장착대가 기체 밖으로 로봇팔에 의해 전개되어 발사하는 방식으로 개발은 좀 더 쉽고 발사 시간은 더 걸리는 방식이다.
전통적인 F-15의 공기흡입구는 엔진효율의 극대화를 위해 압축기 날개가 노출된 설계로 이는 RCS 상승의 주요 원인이다. 보잉은 이 문제의 해결을 위해 F/A-18E/F와 같은 레이다 블로커나 이에 상응하는 장치를 투입했을 것으로 추측되나 보잉은 공식적인 확인을 한번도 한적이 없다.
경사미익의 경우 초기에는 제안되었으나 비용문제로 철회되었다.
이러한 계량을 통해서 얻을 수 있는 스텔스 성능은 F-35에 비해 미달하는 것이 현실로 한국공군이 F-35를 선택한 이유이기도 하다. 그러나 기존 F-15를 계량하는 패키지나 F-35를 구매할 수 없는 일부 국가에 대해서는 향후에 판매가 이루어질 가능성이 있다.

## 제원

### 일반적인 특성
- 승무원: 2
- 기체 길이 (Length): 19.43m (63.8ft)
- 날개폭 (Wingspan : 13.05m (42.8ft)
- 높이 (Height): 5.63m (18.5ft)
- 날개 면적 (Wing area): 56.5m² (608ft²)
- 날개 형상 (Airfoil): NACA 64A006.6 root, NACA 64A203 tip
- 경하 중량 (Empty weight): 31,700lb (14,300kg)
- 최대 이륙 중량 (Max takeoff weight): 81,000lb (36,700kg)
- 엔진 (Power plant): 2× Pratt & Whitney F100-229 afterburning turbofans, 각 29,000 lbf (129 kN)의 추력

### 성능
- 최대 속도 (Maximum speed): 마하(Mach) 2.5+ (1,650+ mph, 2,660+ km/h)
- 전투 반경 (Combat radius): 800+ nm (1,480+ km)
- 항속 거리 (Ferry range): 3,900km (CFT + 외부 연료탱크 3개 장착시)
- 최대 상승 고도 (Service ceiling): 60,000ft (18,200m)
- 상승률 (Rate of climb): 분당 50,000+ ft (254+ m/s)

### 무장
- 기총 (Guns): 1× 20 mm M61A1 Vulcan, 510 발(rounds)
- 각종 폭탄, 미사일, 외부탱크 장착 가능
- 내부무장시 AMRAAM 4발 또는 SDB 8발

### 전자 장비
- APG-82 AESA (Active Electronically Scanned Array) 레이다
- DEWS 전자전 시스템 (Electronic warfare system)
- 디지털 “Fly-by-Wire” 비행 제어 시스템 (DFCS)
- Lockheed Martin Sniper advanced electro-optical targeting system and Infrared Search and Track (IRST) system
- Link-16 fighter data link